# Porto, o Nosso Movimento
Porto, o Nosso Movimento é uma associação cívica e um grupo de cidadãos eleitores, fundado em 2013 por Rui Moreira, para se candidatar à presidência da Câmara Municipal do Porto, nas eleições autárquicas desse ano. Acabaria por vencer as eleições (sob o nome Porto, o Nosso Partido), com o apoio do CDS-PP. Também venceu em 2017 e 2021, esta última com também com o apoio da Iniciativa Liberal.
Em 2025, o candidato será Filipe Araújo, Vice-Presidente da Câmara Municipal do Porto, apesar de Rui Moreira não declarar o seu apoio a nenhuma candidatura.
Apesar de se tratar de um grupo de cidadãos eleitores, o partido conta com figuras de partidos nas suas listas, como Ricardo Valente (ex-vereador), Mário Amorim Lopes (deputado na Assembleia Municipal) e Tiago Mayan Gonçalves (ex-Presidente da União de Freguesias de Aldoar, Foz do Douro e Nevogilde) os três da Iniciativa Liberal.

## Nomes

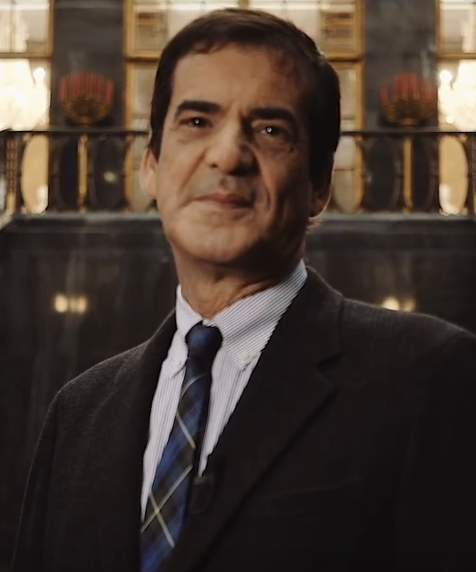
Rui Moreira, fundador do movimento e atual Presidente da Câmara Municipal do Porto.

O partido concorreu a todos os atos eleitorais desde 2013, sob nomes diferentes:
- 2013: Porto, o Nosso Partido[12]
- 2017: Porto, o Nosso Partido 2017[12]
- 2021: Rui Moreira – Aqui há Porto[13]
- 2025: Fazer à Porto[14]

## Programa
De acordo com os programas eleitorais de 2013, 2017 e 2021, as principais prioridades do movimento passam por:
- Equilíbrio das contas municipais[16]
- Revitalização da baixa do Porto, incluindo a proteção do comércio tradicional[16][17]
- Criação de uma marca gráfica para a cidade, chamada "Porto.",[18] eleita a melhor marca da Europa pelo prémio European Design Awards 2015.[19]
- Captação de investimento[16][17]
- Criação de um Observatório do Turismo[17]
- Aumento do parque habitacional público[17]

## Resultados eleitorais

### Câmara Municipal
| Data | Cabeça-de-lista | Cl. | Votos  | %              | +/-  | Vereadores | +/- | Status    |
| ---- | --------------- | --- | ------ | -------------- | ---- | ---------- | --- | --------- |
| 2013 | Rui Moreira     | 1.º | 45 411 | 39,25 / 100,00 |      | 6 / 13     |     | Executivo |
| 2017 | Rui Moreira     | 1.º | 51 159 | 44,46 / 100,00 | 5,21 | 7 / 13     | 1   | Executivo |
| 2021 | Rui Moreira     | 1.º | 41 167 | 40,72 / 100,00 | 3,74 | 6 / 13     | 1   | Executivo |
| 2025 | Rui Moreira     |     |        |                |      |            |     |           |

### Assembleia Municipal
| Data | Cl. | Votos  | %              | +/-  | Deputados | +/- | Status  |
| ---- | --- | ------ | -------------- | ---- | --------- | --- | ------- |
| 2013 | 1.º | 40 134 | 34,69 / 100,00 |      | 15 / 39   |     | Maioria |
| 2017 | 1.º | 44 614 | 38,78 / 100,00 | 4,09 | 16 / 39   | 1   | Maioria |
| 2021 | 1.º | 34 900 | 34,52 / 100,00 | 4,26 | 15 / 39   | 1   | Maioria |
| 2025 |     |        |                |      |           |     |         |

### Assembleias de freguesia
| Data | Cl. | Votos  | %              | +/-   | Presidentes | +/-     | Mandatos | +/- |
| ---- | --- | ------ | -------------- | ----- | ----------- | ------- | -------- | --- |
| 2013 | 1.º | 36 534 | 31,57 / 100,00 |       | 5 / 7       |         | 49 / 137 |     |
| 2017 | 1.º | 41 086 | 35,73 / 100,00 | 4,16  | 5 / 7       | Estável | 53 / 135 | 4   |
| 2021 | 1.º | 25 367 | 25,09 / 100,00 | 10,64 | 5 / 7       | Estável | 38 / 135 | 15  |
| 2025 |     |        |                |       |             |         |          |     |

#### Aldoar, Foz do Douro e Nevogilde
| Data | Cl. | Votos | %              | +/-   | Deputados | +/-     | Status  |
| ---- | --- | ----- | -------------- | ----- | --------- | ------- | ------- |
| 2013 | 1.º | 7 353 | 45,78 / 100,00 |       | 10 / 19   |         | Maioria |
| 2017 | 1.º | 7 833 | 50,17 / 100,00 | 4,39  | 10 / 19   | Estável | Maioria |
| 2021 | 1.º | 5 200 | 36,92 / 100,00 | 13,25 | 8 / 19    | 2       | Maioria |
| 2025 |     |       |                |       |           |         |         |

#### Bonfim
| Data | Cl. | Votos | %              | +/-   | Deputados | +/- | Status  |
| ---- | --- | ----- | -------------- | ----- | --------- | --- | ------- |
| 2013 | 1.º | 3 369 | 28,50 / 100,00 |       | 6 / 19    |     | Maioria |
| 2017 | 1.º | 4 180 | 35,70 / 100,00 | 7,20  | 8 / 19    | 2   | Maioria |
| 2021 | 1.º | 2 588 | 24,66 / 100,00 | 11,04 | 5 / 19    | 3   | Maioria |
| 2025 |     |       |                |       |           |     |         |

#### Campanhã
| Data | Cl.           | Votos         | %              | +/-           | Deputados     | +/-           | Status        |
| ---- | ------------- | ------------- | -------------- | ------------- | ------------- | ------------- | ------------- |
| 2013 | 3.º           | 2 814         | 17,90 / 100,00 |               | 4 / 19        |               | Oposição      |
| 2017 | 2.º           | 3 964         | 26,72 / 100,00 | 8,82          | 5 / 19        | 1             | Oposição      |
| 2021 | Não concorreu | Não concorreu | Não concorreu  | Não concorreu | Não concorreu | Não concorreu | Não concorreu |
| 2025 |               |               |                |               |               |               |               |

#### Cedofeita, Santo Ildefonso, Sé, Miragaia, São Nicolau e Vitória
| Data | Cl. | Votos | %              | +/-  | Deputados | +/-     | Status  |
| ---- | --- | ----- | -------------- | ---- | --------- | ------- | ------- |
| 2013 | 1.º | 5 738 | 30,27 / 100,00 |      | 7 / 21    |         | Maioria |
| 2017 | 1.º | 6 097 | 33,79 / 100,00 | 3,52 | 7 / 19    | Estável | Maioria |
| 2021 | 1.º | 3 927 | 26,55 / 100,00 | 7,24 | 6 / 19    | 1       | Maioria |
| 2025 |     |       |                |      |           |         |         |

#### Lordelo do Ouro e Massarelos
| Data | Cl. | Votos | %              | +/-   | Deputados | +/- | Status  |
| ---- | --- | ----- | -------------- | ----- | --------- | --- | ------- |
| 2013 | 1.º | 5 396 | 38,13 / 100,00 |       | 8 / 19    |     | Maioria |
| 2017 | 1.º | 6 014 | 42,76 / 100,00 | 4,63  | 9 / 19    | 1   | Maioria |
| 2021 | 1.º | 4 017 | 32,18 / 100,00 | 10,58 | 7 / 19    | 2   | Maioria |
| 2025 |     |       |                |       |           |     |         |

#### Paranhos
| Data | Cl. | Votos | %              | +/-  | Deputados | +/-     | Status   |
| ---- | --- | ----- | -------------- | ---- | --------- | ------- | -------- |
| 2013 | 2.º | 5 702 | 26,22 / 100,00 |      | 6 / 21    |         | Oposição |
| 2017 | 2.º | 6 007 | 26,38 / 100,00 | 0,16 | 6 / 19    | Estável | Oposição |
| 2021 | 2.º | 4 292 | 22,14 / 100,00 | 4,24 | 5 / 21    | 1       | Oposição |
| 2025 |     |       |                |      |           |         |          |

#### Ramalde
| Data | Cl. | Votos | %              | +/-  | Deputados | +/-     | Status  |
| ---- | --- | ----- | -------------- | ---- | --------- | ------- | ------- |
| 2013 | 1.º | 6 162 | 35,72 / 100,00 |      | 8 / 19    |         | Maioria |
| 2017 | 1.º | 6 991 | 38,97 / 100,00 | 3,25 | 8 / 19    | Estável | Maioria |
| 2021 | 1.º | 5 373 | 31,43 / 100,00 | 7,54 | 7 / 19    | 1       | Maioria |
| 2025 |     |       |                |      |           |         |         |